# Transgressió marina
La transgressió marina és un esdeveniment geològic pel qual el mar ocupa un terreny continental i desplaça la línia costanera terra endins. Aquestes inundacions (a vegades denominades ingressions) es poden produir per enfonsament de la costa o l'elevació del nivell del mar per fusió de glaceres, per ambdós alhora o per erosió costanera. El moviment oposat és la regressió.
Una transgressió sempre va acompanyada pel dipòsit de sediments marins sobre el territori envaït, per exemple en afavorir les fàcies carbonatades típiques de la plataforma continental sobre sediments terrígens dipositats en un ambient costaner o fluvial previ.
Durant el Cretaci, l'expansió del fons oceànic va crear una conca relativament superficial de l'Atlàntic mentre es produïa d'un aprofundiment de la conca del Pacífic. Així, es va reduir la capacitat de les conques mundials oceàniques i va causar una elevació del nivell del mar al món. De resultes d'aquest ascens, els oceans van ingressar completament a través dels grans rius com el riu de la Plata, i la costa marina va arribar al que en l'actualitat és Victoria a la província d'Entre Ríos, a 300 km del mar actual. Igualment va ocórrer en la porció central de l'Amèrica del Nord⁣⁣, on en va resultar el pas marí interior occidental⁣⁣, des del golf de Mèxic fins a l'oceà Àrtic.
El procés oposat a la transgressió és la regressió, quan el nivell del mar descendeix i s'exposen terrenys abans submergits. Per exemple, durant l'època glacial del Plistocè, molta aigua va ser extreta dels oceans i emmagatzemada com a gel en banquises o sobre els continents en forma d'indlandsis i glaceres, cosa que va provocar un descens de 120 m del nivell dels oceans i exposar el pont de Beríngia, de 1.600 km entre Alaska i Àsia.
Els termes de transgressió i regressió van ser usats per Grabau el 1913, en la seva obra Principles of Stratigraphy, per denominar formacions que s'estenien més que les inferiors, en el sentit d'augment o disminució de l'extensió dels mars del passat.

## Fàcies característiques
El registre estratigràfic conserva indicis de les transgressions i regressions, i són amb freqüència fàcilment identificables, a causa de les condicions úniques requerides per dipositar cada tipus de sediment. Per exemple, les roques sedimentàries clàstiques de gra gruixut, com ara les sorrenques, usualment es dipositen a prop de costes, en ambients d'alta energia; els sediments fins, com llim i carbonats, es dipositen més enllà de les costes, en aigües de baixa energia, profundes.
Així, una transgressió es revela a la columna sedimentària quan hi ha un canvi de mur a sostre (de més antic a més recent) de fàcies de costa (com gresos amb ripples d'oscil·lació) a altres de plataforma (com una alternança de margues i calcàries).
Una regressió crea un patró oposat, amb fàcies de costa canviant a fàcies continentals. Les regressions solen reflectir-se en les successions estratigràfiques per discontinuïtats estratigràfiques (discordances) de base erosiva.
Ambdós escenaris són idealitzats; en la pràctica, la identificació de transgressions i regressions pot ser bastant més complexa. Per exemple, una regressió pot estar indicada per un canvi de carbonats a lutites, o una transgressió pel pas de gresos a lutites. Els canvis laterals en les fàcies són també importants; una seqüència ben marcada de transgressió en una àrea on un mar epíric fos molt profund, seria diferent d'una altra transgressió sols parcial en aigües més superficials.